# Felice Berardo
Felice Berardo (Turín, Provincia de Turín, Italia, 6 de julio de 1888-Turín, Provincia de Turín, Italia, 12 de diciembre de 1956) fue un futbolista italiano. Se desempeñaba en la posición de delantero.

## Selección nacional
Fue internacional con la selección de fútbol de Italia en 14 ocasiones y marcó 2 goles. Debutó el 6 de enero de 1911, en un encuentro ante la selección de Hungría que finalizó con marcador de 1-0 a favor de los húngaros.

## Clubes
| Club               | País   | Año         |
| ------------------ | ------ | ----------- |
| Piemonte F. C.     | Italia | 1909 - 1911 |
| U. S. Pro Vercelli | Italia | 1911 - 1914 |
| Genoa C. F. C.     | Italia | 1914 - 1915 |
| U. S. Torinese     | Italia | 1919 - 1921 |
| Torino F. C.       | Italia | 1921 - 1924 |

## Palmarés

### Campeonatos nacionales
| Título  | Club               | País   | Año     |
| ------- | ------------------ | ------ | ------- |
| Serie A | U. S. Pro Vercelli | Italia | 1911-12 |
| Serie A | U. S. Pro Vercelli | Italia | 1912-13 |
| Serie A | Genoa C. F. C.     | Italia | 1914-15 |